# Goupillières (Yvelines)
Goupillières – miejscowość i gmina we Francji, w regionie Île-de-France, w departamencie Yvelines.
Według danych na rok 1990 gminę zamieszkiwało 357 osób, a gęstość zaludnienia wynosiła 63 osób/km² (wśród 1287 gmin regionu Île-de-France Goupillières plasuje się na 889. miejscu pod względem liczby ludności, natomiast pod względem powierzchni na miejscu 631.).